# Rodolfo Rusconi
Rodolfo Rusconi (* 23. Oktober 1802 in Bellinzona; † 6. Februar 1874 ebenda) war ein Schweizer Rechtsanwalt, Politiker, Tessiner Grossrat und Staatsrat.

## Biografie
Rodolfo Rusconi war Sohn des Giuseppe, Anwalt und Notar, und seiner Frau Elisabetta geborene Isetti. Er blieb ledig, studierte Rechtswissenschaft an der Universität Pavia und promovierte im Jahr 1823. Als Jurist (seit 1829) war er Richter am Bezirksgericht Bellinzona im Jahr 1836 und am Appellationsgericht (1839). Er gehörte dem Sondergericht an, das Giuseppe Nessi, den Drahtzieher des konterrevolutionären Versuchs von 1841, zum Tode verurteilte.
Er war Staatsrat von 1850 bis 1855, Leiter des Departements für Staatsbesitz und Abgeordneter des Tessiner Grossen Rates 1855 und von 1859 bis 1863. Im Jahr 1870 wurde er zum Regierungskommissar in Bellinzona ernannt. Trotz der Positionen, die er innehatte, starb er in Armut. Er fü hrte durch Erbschaft den Namen Orelli und war Stammvater der Rusconi-Orelli.